# Pablo Metlich
Pablo Arturo Metlich Ruíz (Gómez Palacio, 2 settembre 1978) è un ex calciatore messicano, di ruolo centrocampista.

## Caratteristiche tecniche
È un centrocampista centrale dotato di un ottimo tiro mancino.